# Boké (prefectuur)
Boké is een prefectuur in de regio Boké van Guinee. De hoofdstad is Boké, die tevens de hoofdstad van de regio Boké is. De prefectuur heeft een oppervlakte van 10.720 km² en heeft 450.278 inwoners.
De prefectuur ligt in het westen van het land en grenst aan de Atlantische Oceaan. De noordgrens van de prefectuur is tevens de grens met het naburige Guinee-Bissau.
Sinds 1973 wordt er in de prefectuur bauxiet gewonnen.

## Subprefecturen
De prefectuur is administratief verdeeld in 10 sub-prefecturen:

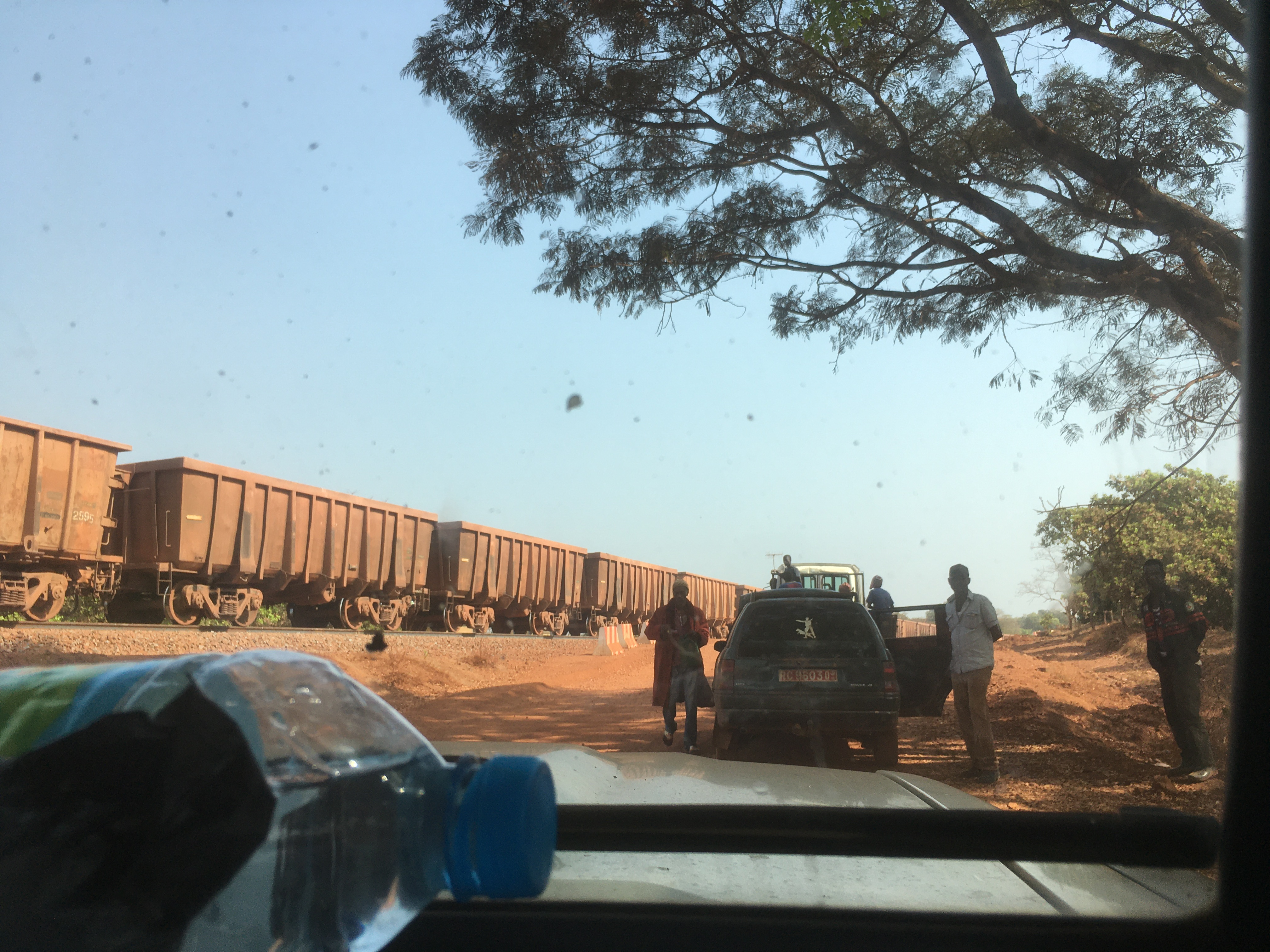
Transport van bauxiet vanuit Sangarédi

1. Boké-Centre
2. Bintimodiya
3. Dabiss
4. Kamsar
5. Kanfarandé
6. Kolaboui
7. Malapouyah
8. Sangarédi
9. Sansalé
10. Tanéné